# Cantó de Toluges
El cantó de Toluges és una divisió administrativa francesa, situada a la Catalunya Nord, al departament dels Pirineus Orientals.

## Composició
El cantó de Toluges està compost per 3 municipis del Rosselló:
- Toluges (capital del cantó) (fracció del municipi)
- Cànoes
- Pollestres

Tots ells foren part de la Comunitat d'aglomeració de Perpinyà-Mediterrània
En la nova divisió administrativa del 2014, aquest cantó va ser suprimit, i les seves comunes s'integraren en el cantó dels Aspres, la de Pollestres, i en el de Perpinyà-6 les de Cànoes i Toluges.

## Consellers generals
| Data d'elecció | Identitat       | Partit | Qualitat                         |
| -------------- | --------------- | ------ | -------------------------------- |
| 1982 -         | Louis Caseilles | PS     | Batlle de Toluges (des del 1977) |